# Mío (álbum)
Mío es el séptimo álbum de estudio del cantante español, David Bustamante. Se lanzó el 25 de octubre de 2011 bajo el sello de Universal music. Alcanzó el disco de platino en España e incluye un sencillo a dúo con Pastora Soler en el tema «Bandera blanca».

## Antecedentes y promoción
Masterizado en Estocolmo y Nueva York, el álbum cuenta con la producción de Mauri Stern (productor de Malú) y Christian Leuzzi (productor de Celine Dion) y ha sido grabado entre Nashville, Miami o Madrid. 
El primer sencillo del disco fue el tema «Como tú ninguna», seguido de la balada «Me salvas».[cita requerida] Bustamante volvió a ser con este disco uno de los tres álbumes finalistas en la Gala del Disco del Año de TVE.[cita requerida] El siguiente sencillo fue «Bandera blanca» y el último tema lanzado es el tema de corte pop «Cerca de mi piel»., que si bien no cuenta con videoclip, sí ha sido promocionado en televisión y en radio por el cantante.[cita requerida]
Tras un año de la salida del disco, en octubre de 2012 se lanza la edición especial Más mío con tres temas nuevos incluyendo un dúo con Pablo López. También se incluyen en esta edición especial de lujo los tres videoclips distribuidos.

## Listado de canciones
| Mío - Edición estándar |                                       |                                     |          |  |
| N.º                    | Título                                | Escritor(es)                        | Duración |  |
| 1.                     | «Como tú Ninguna»                     | José Luis Piloto, Elain Morales     | 3:32     |  |
| 2.                     | «Me salvas»                           | Christian Leuzzi, Emanuel Olsson    | 3:50     |  |
| 3.                     | «Cerca de mi piel»                    | David Santiesteban, Joaquín Paz     | 3:27     |  |
| 4.                     | «Bandera blanca»                      | José Luis Piloto, Raúl del Sol      | 4:11     |  |
| 5.                     | «No existe nadie»                     | Yoel Henríquez, Rafael Esparza-Ruiz | 4:11     |  |
| 6.                     | «Gritaré»                             | David Santiesteban, Joaquín Paz     | 3:47     |  |
| 7.                     | «Qué pasó»                            | Rafael Vergara, Vicky Echeverri     | 4:30     |  |
| 8.                     | «Mío»                                 | David Bustamante, Pablo López       | 3:55     |  |
| 9.                     | «Te mentía»                           | Christian Leuzzi                    | 4:30     |  |
| 10.                    | «Saber perder»                        | David Bustamante, Pau Sastre        | 4:00     |  |
| 11.                    | «Bandera blanca» (con Pastora Soler)) | José Luis Piloto, Raúl del Sol      |          |  |

| Más mío - Edición especial |                             |                                     |          |  |
| N.º                        | Título                      | Escritor(es)                        | Duración |  |
| 12.                        | «La mitad de nuestro amor»  | David Santiesteban, Nahuel Schajris |          |  |
| 13.                        | «Andar desiertos»           | Miguel Linde                        |          |  |
| 14.                        | «Si amanece, que sea lento» | David Bustamante, Pablo López       |          |  |

## Listas

### Semanales
| Listas (2011)          | Mejor posición |
| ---------------------- | -------------- |
| España Top 100 álbumes | 4              |

## Certificaciones
| País   | Organismo certificador | Certificación | Ventas certificadas | Ref              |
| ------ | ---------------------- | ------------- | ------------------- | ---------------- |
| España | PROMUSICAE             | Platino       | 40 000              | [cita requerida] |